# Søren Søndergaard (radiovært)
 For alternative betydninger, se Søren Søndergaard (flertydig). (Se også artikler, som begynder med Søren Søndergaard)
Søren Søndergaard (født 2. november 1965) startede sin karriere i 1986 ved et hospital i Norge hvor han blandt andet optrådte med stand-up. I 70'erne var han med i børnerock-bandet Hulk-Åh-Nej og senere punkbandet UCR, Uncontrolled Chain Reaction, (med dobbeltbetydningen "You Are What You See"). Han har dog senere vendt om og gået ind i radio og tv branchen, her brugte han halvfemserne på at lave Tæskeholdet sammen med Casper Christensen, Jan Gintberg og Mads Vangsø. Dette blev en kæmpe succes. Han har så derefter været på over 6 radiostationer.
I en periode var han medejer af baren Autobahn på Gl Kongevej.
I dag arbejder Søren Søndergaard ved Restaurations Kompagniet A/S.
|  | Artiklen om Søren Søndergaard (radiovært) kan blive bedre, hvis der indsættes et (bedre) billede Du kan hjælpe ved at afsøge Wikimedia Commons for et passende billede eller uploade et godt billede til Wikimedia Commons iht. de tilladte licenser og indsætte det i artiklen. |